# Jerry Cornes
John Frederick Cornes, detto Jerry (Darjeeling, 23 marzo 1910 – Winchester, 19 giugno 2001), è stato un mezzofondista britannico.
Nel 1930, gareggiando per l'Inghilterra, vinse la medaglia di bronzo nel miglio alla prima edizione dei Giochi dell'Impero Britannico (oggi Giochi del Commonwealth), impresa che ripeté anche nel 1934 a Londra.
Prese parte anche a due edizioni dei Giochi olimpici: a Los Angeles 1932 conquistò la medaglia d'argento nei 1500 metri piani, mentre a Berlino 1936 si classificò sesto nella stessa gara.

## Record nazionali
- Staffetta 4×1500 metri  (1931)

## Palmarès
| Anno | Manifestazione                | Sede        | Evento     | Risultato | Prestazione | Note |
| ---- | ----------------------------- | ----------- | ---------- | --------- | ----------- | ---- |
| 1930 | Giochi dell'Impero Britannico | Hamilton    | Miglio     | Bronzo    | n/d         |      |
| 1932 | Giochi olimpici               | Los Angeles | 1500 metri | Argento   | 3'52"6      |      |
| 1934 | Giochi dell'Impero Britannico | Londra      | Miglio     | Bronzo    | 4'16"6 s    |      |
| 1936 | Giochi olimpici               | Berlino     | 1500 metri | 6º        | 3'51"4      |      |